# Bellura matanzasensis
Bellura matanzasensis là một loài bướm đêm trong họ Noctuidae.